# Santiago Buratovich

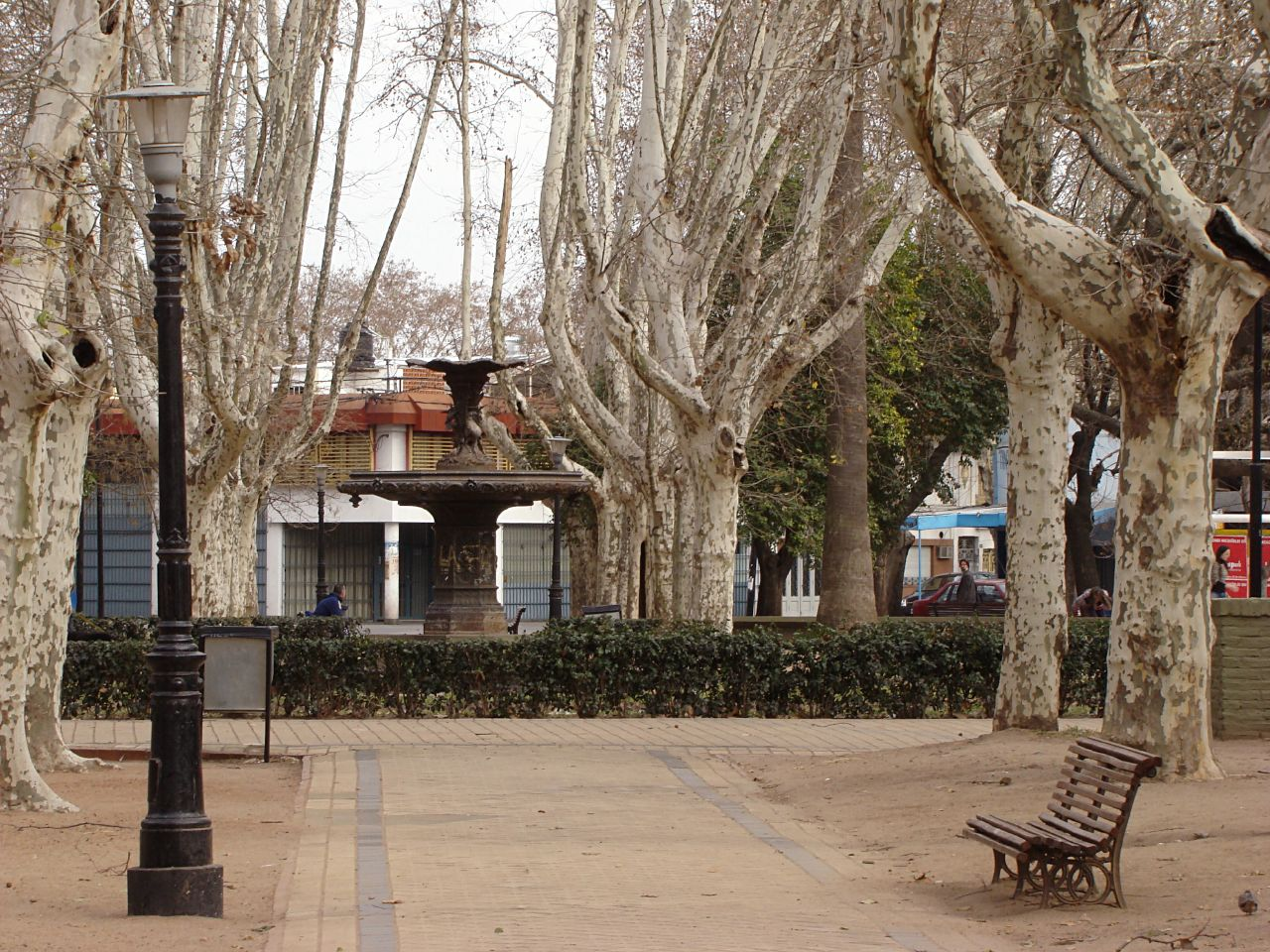
Plaza Buratovich en Rosario

Santiago Buratovich (croata: Jakov Buratović) (Vrbanj, Stari Grad, Hvar, Imperio austríaco 1846 - 1909, Buenos Aires, Argentina) fue un ingeniero y soldado argentino de origen croata.

## Biografía
Santiago Buratovich (croata: Jakov Buratović) nació en Vrbanja pequeña población en las proximidades de Strari Grad, en la isla Hvar (entonces perteneciente al Imperio austríaco y luego parte de Croacia), en el seno de una familia que se dedicaba a la construcción, actividad que Santiago continuó ejerciendo cuando marchó a Egipto a participar en la construcción del Canal de Suez. En 1869 llegó a Buenos Aires, donde, antes de cumplir 25 años, se incorporó al ejército argentino, donde alcanzó el grado de mayor.  
Inició sus actividades proyectando el puerto de la ciudad de Rosario en 1870. Allí conoció a Victoria Ansaldi, y se casó en 1872; tuvieron 6 hijos.  
En 1876, en tiempos de la presidencia de Nicolás Avellaneda, el ministro de guerra, Adolfo Alsina, le asignó el cargo de Jefe Instructor del Telégrafo Nacional, desde el cual supervisó la creación de las líneas telegráficas del país. También emprendió la construcción de ramales tranviarios en las ciudades de Paraná y San Nicolás, proyectó las primeras líneas del Ferrocarril de Santa Fe, y, en la República Oriental del Uruguay, de ramales ferroviarios de Sauce a San José y Montevideo, además del puerto de Sauce. 
Durante la expedición militar contra los pueblos indígenas de la Pampa y la Patagonia del norte, llamada Conquista del desierto, estuvo a cargo de la construcción de numerosos fortines desde Bahía Blanca hacia el sur, entre otros, Arroyo Seco, 11 de Septiembre ( próximo a la Laguna de los Perros en el actual partido bonaerense de Benito Juárez) y Vanguardia (en la actual ciudad de Bahía Blanca).
Cuando el Ferrocarril Buenos Aires al Pacífico iba a tender el Ramal Bahía Blanca-Carmen de Patagones, Buratovich solicitó la reserva de un lote de 3.000 hectáreas, para la fundación de un pueblo, con la condición de instalar una estación. El mayor hizo las divisiones del ejido, pero su muerte acaecida el 2 de agosto de 1909, le impidió ver concretado su anhelo. La población, sin embargo, se concretó con el nombre de Tres Chañares y, el 1 de noviembre de 1913 tomó el nombre de su fundador: Mayor Buratovich. 
Buratovich poseía una chacra en Rosario y la cedió al Municipio para convertirla en plaza, la cual lleva también su nombre y fue inaugurada en 1924. Frente a la misma, sobre calle 9 de Julio, donó los terrenos para que se levantara una iglesia católica bajo la advocación del arcángel san Miguel (patrono del arma de Comunicaciones), luego elevada a parroquia con el nombre de San Miguel Arcángel, y un colegio. 
Santiago Buratovich fue distinguido con dos diplomas al mérito militar por los Presidentes Carlos Pellegrini, en 1880, y Julio A. Roca en 1882. El  Batallón de Comunicaciones 181 del Ejército Argentino, situado en Bahía Blanca, lleva su nombre.